# Anastasija Logunova
Anastasija Jurjevna Logunova (ryska: Анастасия Юрьевна Логунова), född 20 juli 1990, är en rysk basketspelare. 
Logunova deltog vid olympiska sommarspelen 2020 och var en del av ryska olympiska kommitténs lag som tog silver i tremannabasket.